# Сімуг
Сімуг — стародавній правитель шумерського міста-держави Кіш. Імовірно, період його правління припадав на кінець XXVIII століття до н. е. Відповідно до Ніппурського царського списку правив упродовж 140 років.